# 廣電阿品站
廣電阿品站（日语：／ Hiroden-ajina eki */?）是位於廣島縣廿日市市阿品三丁目1番1號，廣島電鐵的宮島線車站。車站編號為M38。

## 歷史
廣電阿品站在1978年（昭和53年）啟用，當時車站名稱為田尻站（日语：／）。在此站啟用後，與宮島線並行的西日本旅客鐵道（JR西日本）山陽本線於1989年（平成元年）開設阿品站。在2000年（平成12年），車站向廣電西廣島站一方遷移70米，新位置設有行人天橋連接阿品站與鄰近的購物中心。由於車站連接阿品站，此站於翌年改名為廣電阿品站。同日，原本名為阿品站的宮島線車站改名為阿品東站。
在2007年（平成19年），車站進行翻新，下行月台背面新設巴士站。使電車與巴士位於同一乘車處（一體化），乘客可以在同一位置轉乘兩種交通工具。這樣的設施前年已經在同線的廿日市市役所前站上實施。使此站作為一個新的交通樞紐功能。
- 1978年（昭和53年）8月1日 - 車站啟用，當時車站名為田尻站[2]。
- 2000年（平成12年）8月1日 - 車站向廣電西廣島遷移70米，舊月台變成單車停泊處[6]。
- 2001年（平成13年）11月1日 - 車站改名為廣電阿品站[9]。
- 2007年（平成19年）4月1日 - 翻新車站。下行月台與巴士站成為一體化結構，可在同一平面上轉乘[7][8]。同時，駛入此站的巴士路線實施時間表修正，行走路線也變更[10]。

## 車站構造
車站是一座地面車站，設有2面2線的相對式月台。東邊為廣電宮島口站方向的下行月台，西邊為廣電西廣島站方向的上行月台。兩月台之間設有平交道和行人天橋連接。車站靠近廣電宮島口一方設有舊月台遺蹟。
在2007年車站翻新後，下行月台後方同時設有巴士站。在電車乘車場對面為巴士站，電車與巴士之間可進行跨月台轉乘。曾經下行月台與巴士站之間設有一幅牆（車站牆身），隔開月台與道路。當時在巴士站一方的道路比較狹窄，有翻新後把部分牆身撒走，使月台與巴士站成為一體化結構。
基本上比站為無人車站。由於有許多觀光客前往宮島，在正月三日、日本黃金周期間和宮島煙花大會等日子，此站會有車站職員當值，進行收集車票業務。

## 使用狀況
根據《廿日市市統計書》，在2018年度1日平均上落車人次（把使用人次總數除以當日的日數）為3,203人。
以下為此站近年上落車人次列表：
| 1日平均上落車人次變化 | 1日平均上落車人次變化 | 1日平均上落車人次變化 |
| 年度                  | 上落車人次            | 參考資料              |
| --------------------- | --------------------- | --------------------- |
| 1994年度              | 2,240                 |                       |
| 1995年度              | 2,094                 |                       |
| 1996年度              | 2,496                 |                       |
| 1997年度              | 2,322                 |                       |
| 1998年度              | 1,942                 | [ 使用人次 2 ]        |
| 1999年度              | 2,906                 | [ 使用人次 2 ]        |
| 2000年度              | 3,563                 | [ 使用人次 2 ]        |
| 2001年度              | 3,699                 | [ 使用人次 2 ]        |
| 2002年度              | 3,592                 | [ 使用人次 2 ]        |
| 2003年度              | 3,620                 | [ 使用人次 2 ]        |
| 2004年度              | 3,839                 | [ 使用人次 2 ]        |
| 2005年度              | 3,891                 | [ 使用人次 3 ]        |
| 2006年度              | 3,765                 | [ 使用人次 4 ]        |
| 2007年度              | 3,902                 | [ 使用人次 5 ]        |
| 2008年度              | 4,006                 | [ 使用人次 6 ]        |
| 2009年度              | 3,819                 | [ 使用人次 7 ]        |
| 2010年度              | 3,884                 | [ 使用人次 8 ]        |
| 2011年度              | 4,002                 | [ 使用人次 9 ]        |
| 2012年度              | 4,053                 | [ 使用人次 10 ]       |
| 2013年度              | 4,061                 | [ 使用人次 11 ]       |
| 2014年度              | 4,009                 | [ 使用人次 12 ]       |
| 2015年度              | 3,350                 | [ 使用人次 13 ]       |
| 2016年度              | 3,785                 | [ 使用人次 14 ]       |
| 2017年度              | 3,604                 | [ 使用人次 15 ]       |
| 2018年度              | 3,203                 | [ 使用人次 1 ]        |

在假期時候，許多觀光客會把車會停泊在Fuji Grand Natalie停車場，然後轉乘電車前往宮島，因此下行月台會很繁忙。

## 車站周邊
在此站啟用前，位於此站位置的宮島線是沿海岸線行走。自從車站啟用後，路線對出的海邊開始進行填海工程，使現時從車站不可看到海邊。該填海地在1974年（昭和49年）開設了遊樂場「廣島Natalie」。在此站與JR阿品站啟用後，周邊開始迅速發展，廣島Natalie在1996年（平成8年）關閉，遺址建設了高樓大廈和購物中心「Fuji Grand Natalie」。此站與Fuji Grand Natalie與阿品站之間設有行人天橋連接。而此站與阿品站其實有一段距離。
車站南邊越過天橋後便可到達車站西邊的阿品台新城，該處為大型住宅區。阿品台與此站啟用同年（1978年）開始發售住宅項目。

## 巴士路線
- 廣電巴士（日语：広電バス）
  - 路線編號15-6 經廿日市西高校（日语：広島県立廿日市西高等学校）前 前往阿品台北
  - 路線編號15-7 經廿日市西高校前 前往日赤看護大學
  - 路線編號16-6 經阿品台西 前往阿品台北
  - 路線編號16-7 經阿品台西、日赤看護大學 前往阿品台北
- 廿日市櫻花巴士（日语：さくらバス）
  - [左回] 前往JR阿品站
  - [右回] 經四季丘、宮園 前往廿日市市役所站前
- 大之心巴士（日语：おおのハートバス）

## 相鄰車站
廣島電鐵
■宮島線
阿品東（M37）－廣電阿品（M38）－（臨）宮島賽艇場－廣電宮島口（M39）

## 注腳

### 使用狀況
1. 1 2  《廿日市市統計書》2020年版
2. 1 2 3 4 5 6 7  《廿日市市統計書》2006年版
3. ↑  《廿日市市統計書》2007年版
4. ↑  《廿日市市統計書》2008年版
5. ↑  《廿日市市統計書》2009年版
6. ↑  《廿日市市統計書》2010年版
7. ↑  《廿日市市統計書》2011年版
8. ↑  《廿日市市統計書》2012年版
9. ↑  《廿日市市統計書》2013年版
10. ↑  《廿日市市統計書》2014年版
11. ↑  《廿日市市統計書》2015年版
12. ↑  《廿日市市統計書》2016年版
13. ↑  《廿日市市統計書》2017年版
14. ↑  《廿日市市統計書》2018年版
15. ↑  《廿日市市統計書》2019年版

## 外部連結
- 廣電阿品 | 電車情報：電停指南 （页面存档备份，存于）（日語） - 廣島電鐵